# منتخب ليتوانيا لكرة القدم الشاطئية
منتخب ليتوانيا لكرة القدم الشاطئية هو ممثل ليتوانيا الرسمي في المنافسات الدولية في كرة قدم شاطئية .